# Михайлопіль
Михайлопіль — село Коноплянської сільської громади в Березівському районі Одеської області в Україні. Населення становить 509 осіб. В селі збереглася садиба Юковського — пам'ятка архітектури місцевого значення.
8 серпня 1964 року села Андріївка Перша, Жеребкове та Михайлопіль Михайлопільської сільської Ради були об'єднані в один населений пункт село Михайлопіль.
Неподалік від села розташована ботанічна пам'ятка природи — «Михайлопільський».

## Населення

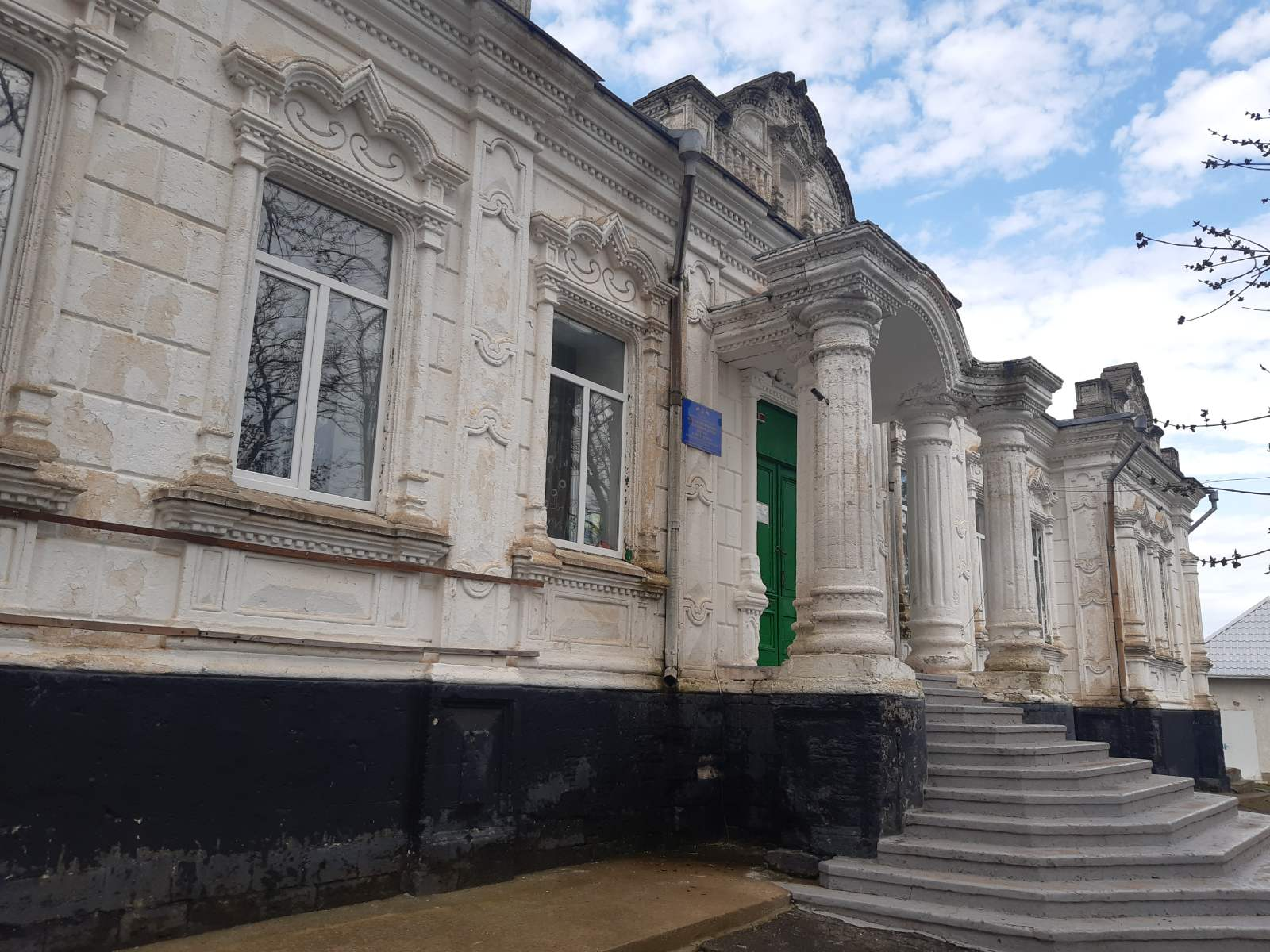
Маєток Юковського в Михайлополі

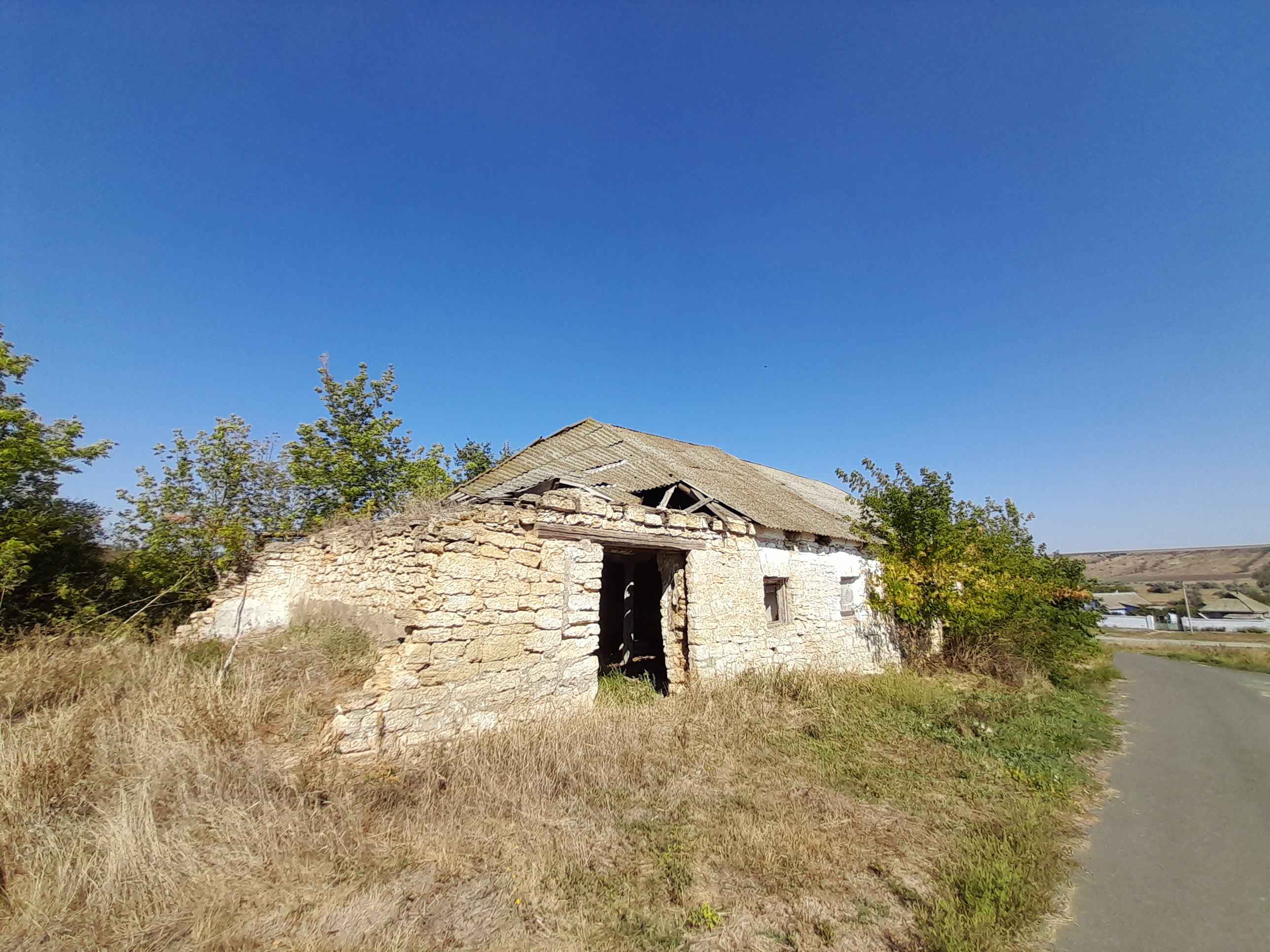
Напівзруйнована будівля старого млина біля маєтку Юковського

Згідно з переписом 1989 року населення села становило 486 осіб, з яких 218 чоловіків та 268 жінок.
За переписом населення 2001 року в селі мешкало 507 осіб.

### Мова
Розподіл населення за рідною мовою за даними перепису 2001 року:
| Мова       | Відсоток |
| ---------- | -------- |
| українська | 97,05 %  |
| російська  | 2,95 %   |

## Відомі люди
В поселенні народився:
- Буше Іван Семенович (1908—1979) — український перекладач із болгарської мови.

## Галерея

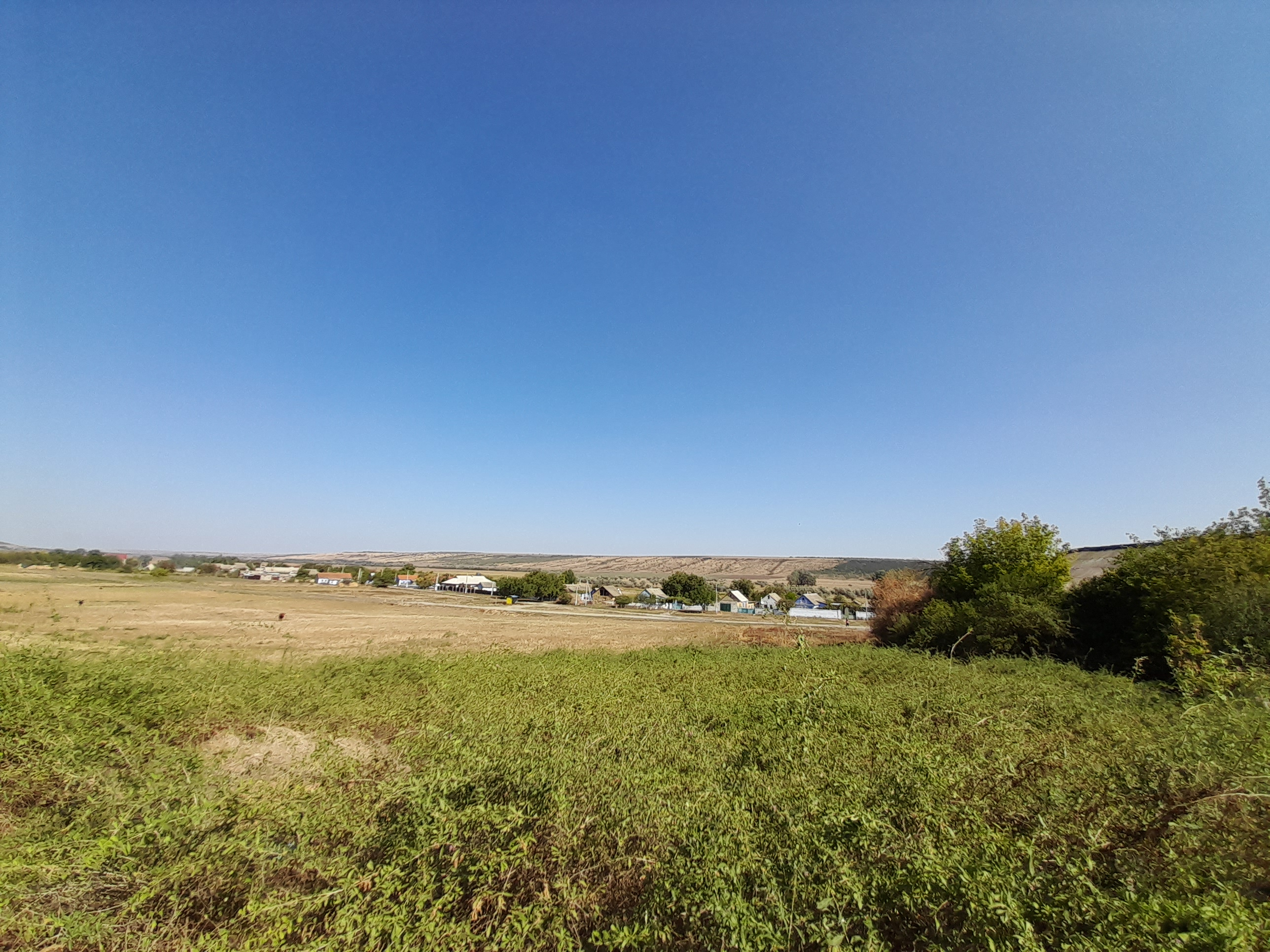
Панорама Михайлополя
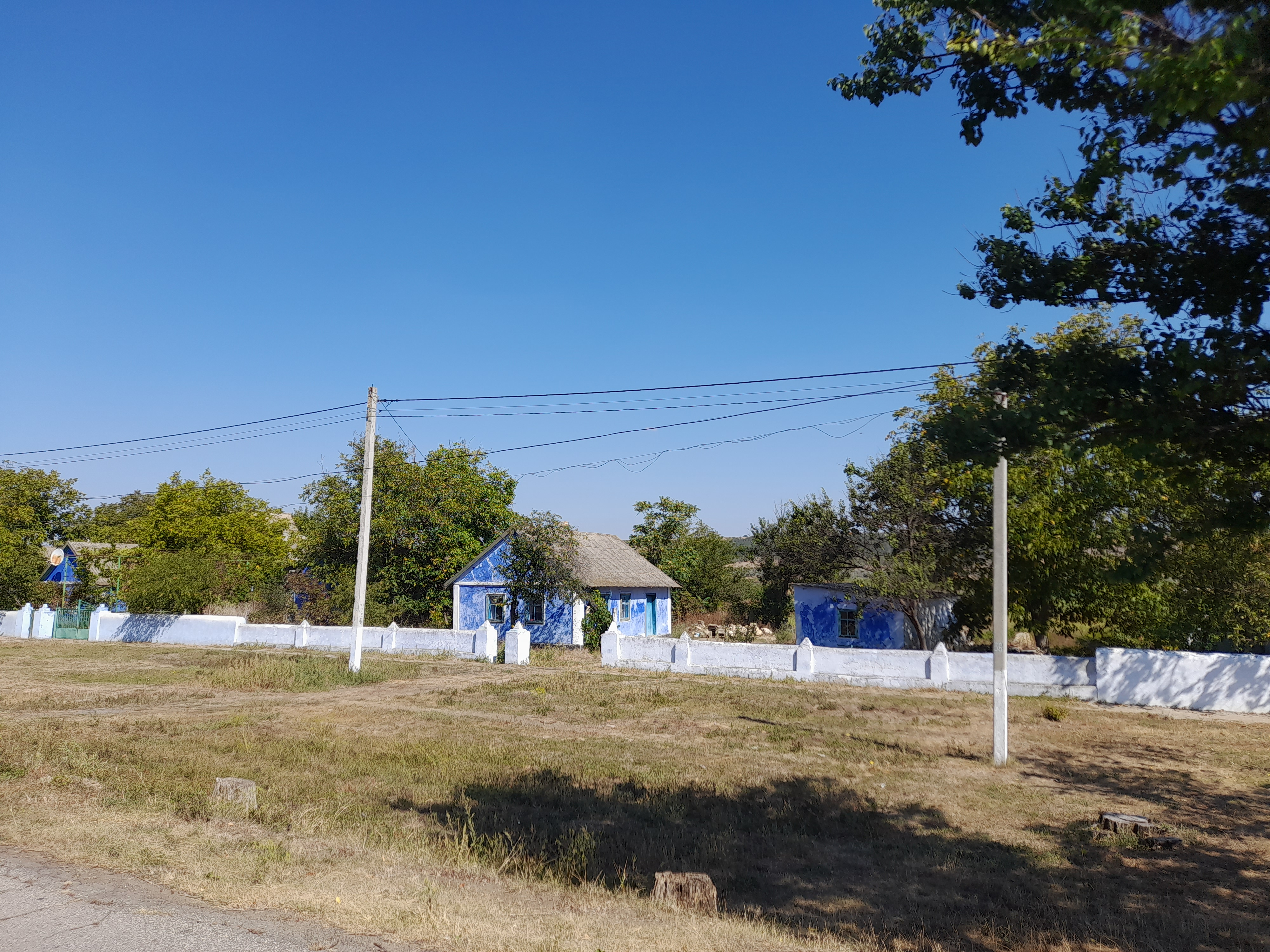
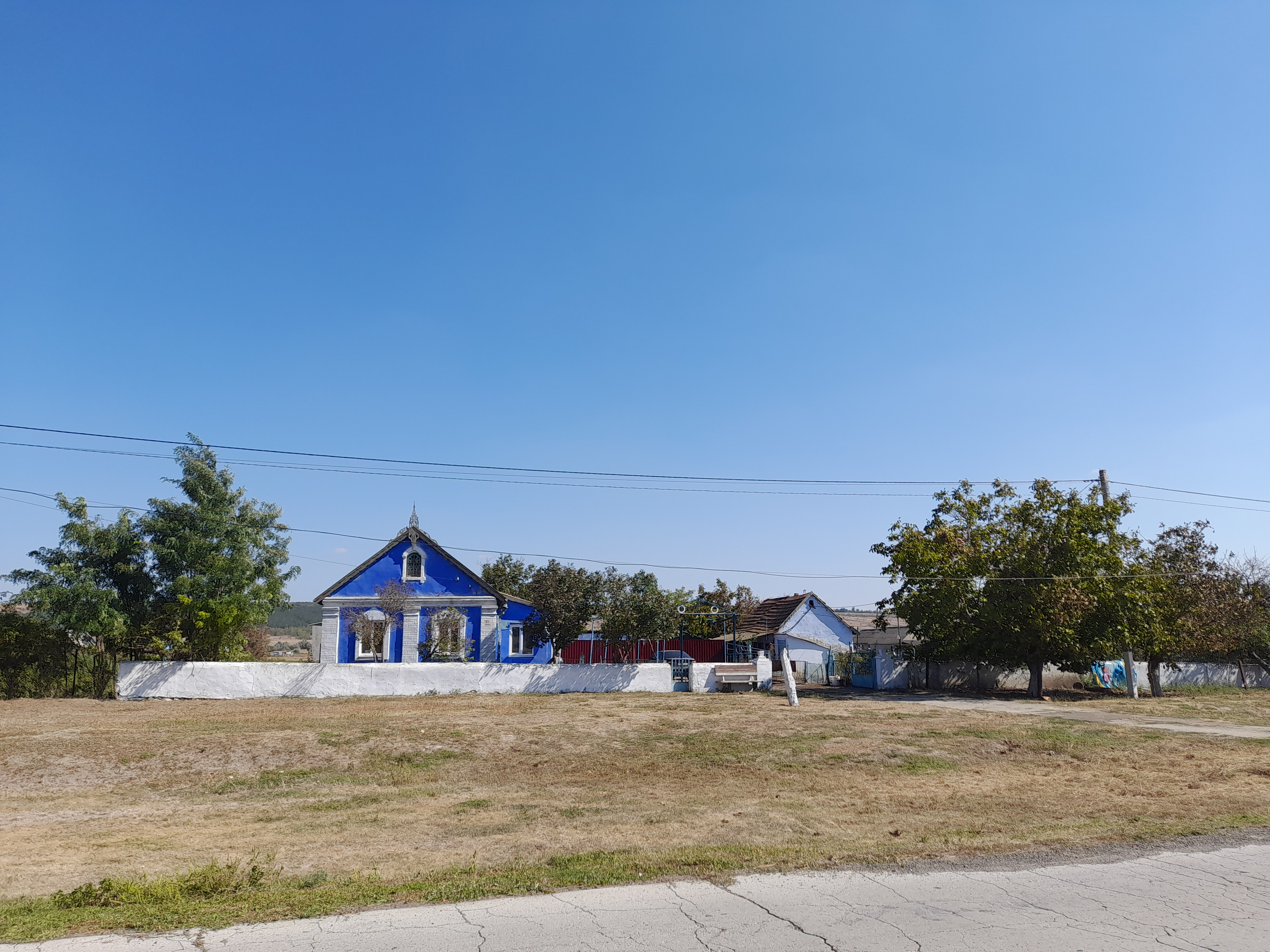
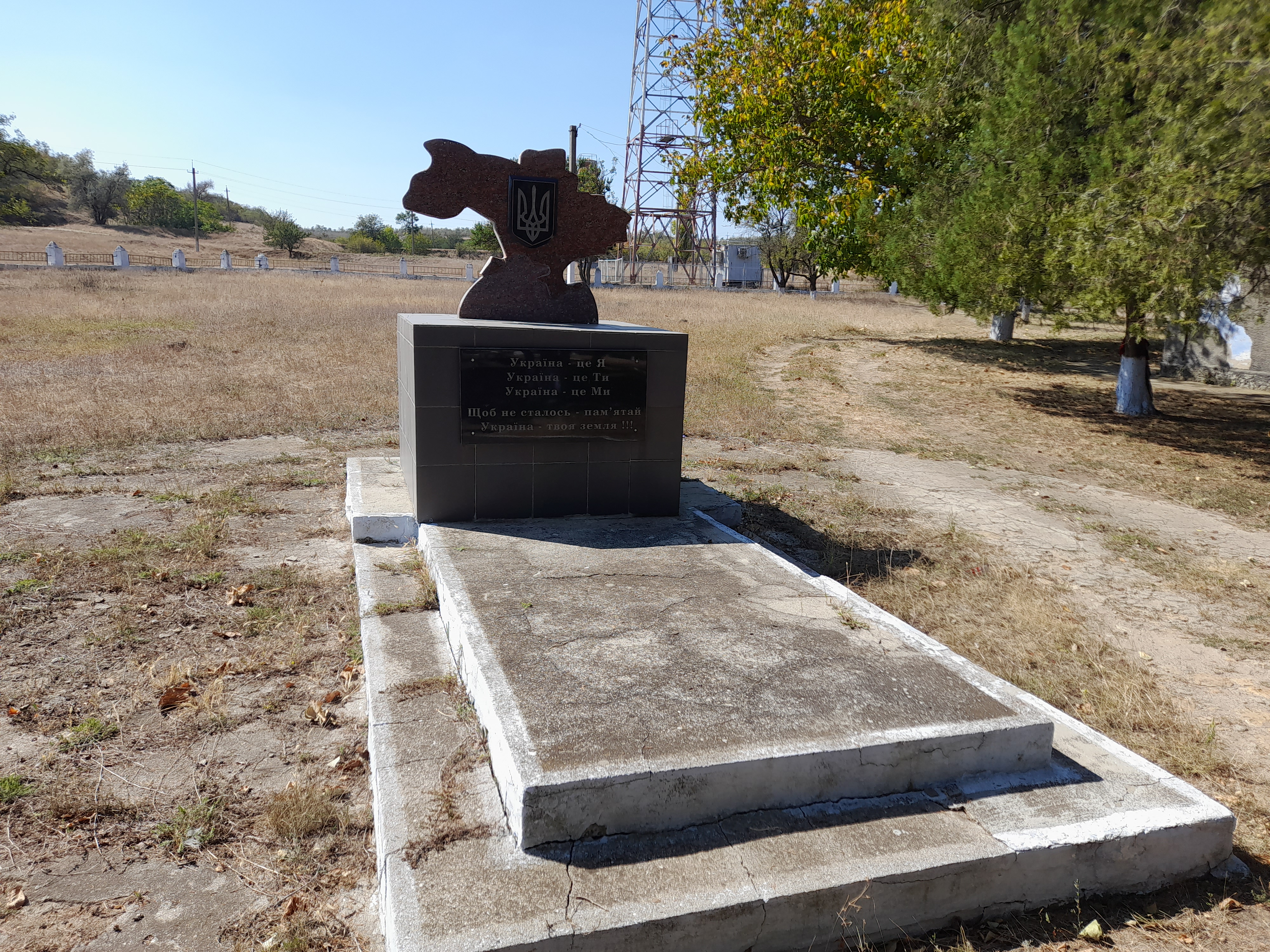
Монумент борцям за Незалежність України
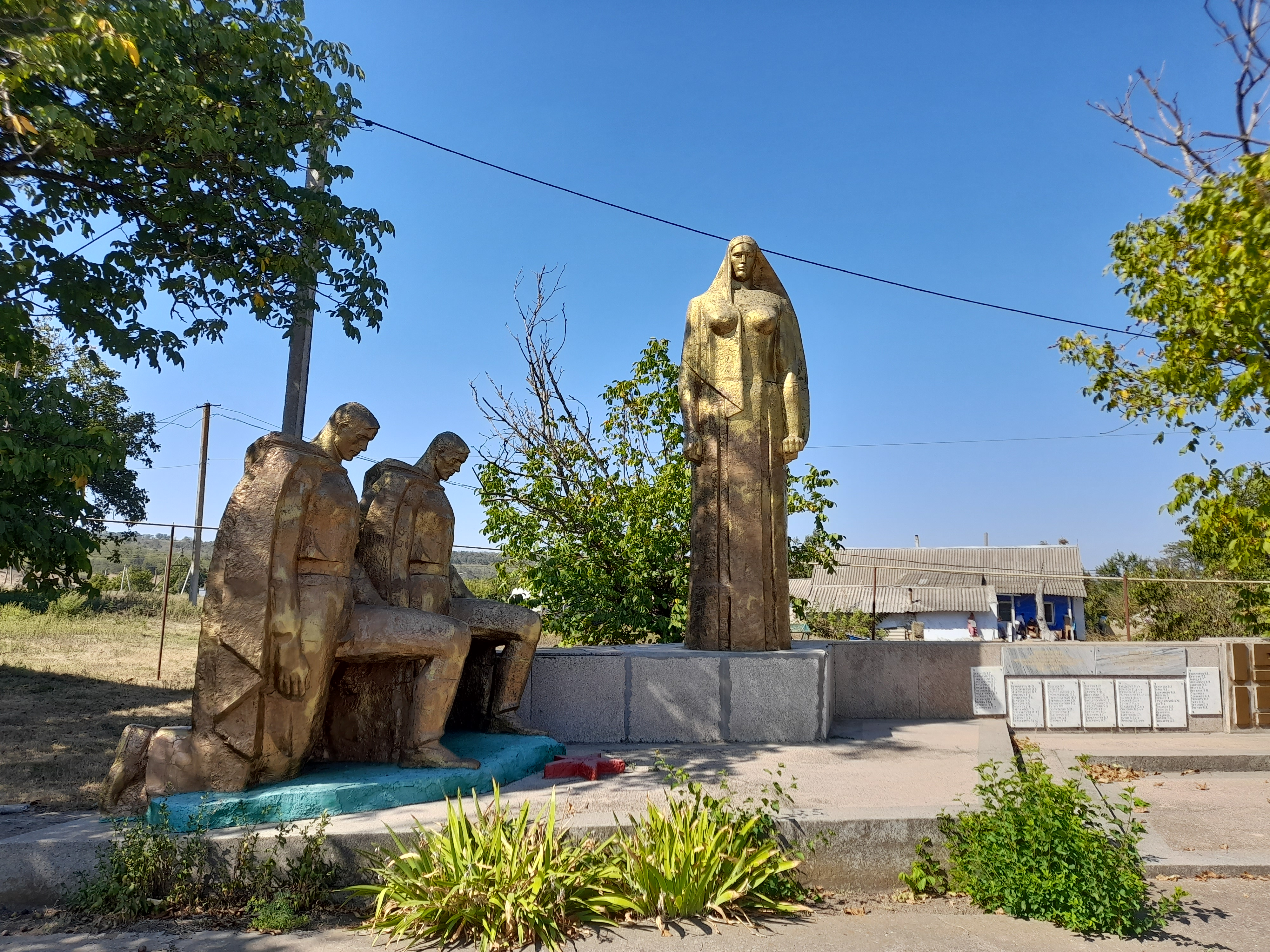
Братська могила радянських воїнів